# Билялов, Тимур Рафаилович
Тиму́р Рафаи́лович Биля́лов (род. 28 марта 1995, Нижнекамск, Татарстан) — российский хоккеист, вратарь хоккейного клуба КХЛ «Ак Барс».
Воспитанник казанского хоккея. Большинство матчей в карьере сыграл в системе клуба «Ак Барс» и стал рекордсменом по сыгранным матчам в КХЛ среди вратарей казанского клуба.

## Карьера
Родился в спортивной семье (отец — баскетбольный тренер, мать — завуч спортивной школы) в Нижнекамске, где и начал играть в хоккей. В Казань он переехал вместе с детским тренером Ленаром Вильдановым, которого пригласили работать в школу хоккейного клуба «Ак Барс» в 2006 году.

### Профессиональная карьера
В 2012—2017 годах играл в командах МХЛ и ВХЛ. В КХЛ выступает с 2017 года. В первом сезоне провёл 7 игр в составе «Ак Барса» и 5 — в составе «Югры». Сезон 2018/19 года провёл в рижском «Динамо», причём впервые Тимур был основным вратарём команды, выйдя на лёд в 38 играх. По итогам сезона был признан лучшим игроком команды.
Сезон 2019/20 года провёл в составе родного «Ак Барса». Дважды признавался лучшим вратарём недели, также был признан лучшим вратарём ноября. Вероятно главной причиной такого успеха было то, что Тимур провёл «сухую» серию длительностью 316 минут 9 секунд. 24-летний казанский голкипер побил рекорд Алексея Мурыгина (302 минуты 11 секунд), установленный ещё в сезоне 2015/16. Также это достижение стало новым рекордом чемпионатов России по продолжительности «сухой» серии, превзойдя достижение голкипера «Лады» Иржи Трвая (305 минут 56 секунд), сохранявшееся с сезона 2003/04 года.
За период выступлений в КХЛ становился лучшим вратарём сезона 2019/20 и был номинирован на эту награду по итогам сезона 2020/21.
В декабре 2021 года продлил контракт с хоккейным клубом «Ак Барс» на два года, заработная плата игрока составила 42 млн рублей в год.
В сезоне 2022/23 стал обладателем серебряной медали чемпионата России по хоккею с шайбой в составе «Ак Барса» после поражения в финале Кубка Гагарина 2023, кроме того был признан лучшим вратарём финальной серии плей-офф.
В начале сезона 2023/24, 24 сентября, получил травму в матче против хоккейного клуба «Салават Юлаев», после которой игрок восстанавливался один месяц. Первый матч после травмы провёл 22 октября против ЦСКА, в котором казанцы одержали победу (4:1). В регулярном чемпионате сезона провёл 48 матчей, из которых в 30 одержал победу. В плей-офф провёл 5 матчей, одержав лишь 1 победу.
В апреле 2024 года продлил контракт с хоккейным клубом «Ак Барс» на два года, заработная плата игрока составила 55 млн рублей в год. 20 ноября 2024 года получил травму в матче против «Нефтехимика».

### В сборной
В составе сборной России дебютировал на Шведских хоккейных играх. В первой игре против сборной Финляндии пропустил в начале игры 3 шайбы, и был заменён в конце седьмой минуты. Позднее Тимур был в заявке сборной России на Олимпийских играх 2022, провёл турнир в качестве второго вратаря и получил серебряную медаль ОИ-2022.

## Достижения и награды

### Награды, звания
- Медаль ордена «За заслуги перед Отечеством» I степени (2022) — за высокие спортивные достижения, волю к победе, стойкость и целеустремлённость, проявленные на XXIIV Олимпийских зимних играх 2022 года в городе Пекине (Китайская Народная Республика)[19].
- Медаль ордена «За заслуги перед Республикой Татарстан» (2022) — за достижение высоких спортивных результатов на XXIV Олимпийских зимних играх 2022 года в городе Пекине (КНР)[20].
- Мастер спорта России международного класса (2023)[21].

### Достижения
- Обладатель Кубка Братины (2016).
- Чемпион Универсиады (2017).
- Лучший вратарь КХЛ (2019/20)[22].
- Серебряный призёр КХЛ и чемпионата России (2019/20).
- Бронзовый призёр КХЛ и чемпионата России (2020/21).
- Серебряный призёр Олимпийских игр (2022).